# Mario Kart Wii

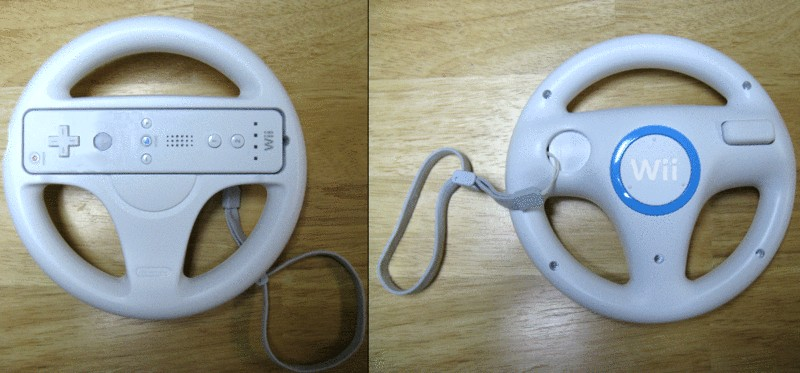
Wii-kontrollen ihopkopplad med ratt.

Mario Kart Wii är ett racingspel utvecklat av Nintendo. Spelet kan spelas av upp till fyra spelare på en och samma enhet, tidigare gick det att spela tolv spelare via Nintendo Wi-Fi Connection, men det stängdes ned den 20 maj 2014.

## Spelkontroller
Mario Kart Wii går att spela med olika kontroller. Spelet är i första hand tänkt att användas med den vanliga Wii-kontrollen. Denna hålls då vågrätt så att styrkorsets höger vrids uppåt. Fordonet styrs genom att spelaren vrider på kontrollen som en ratt i luften. Kontrollen kan också placeras i en så kallad Wii Wheel, vilket är en ratt i plast.
I multiplayer-läge kan olika spelare använda olika typer av kontroller vilket gör det möjligt för fyra spelare att spela mot varandra även om de inte har tillgång till fyra Wii-kontroller.

### Wii Wheel
Med spelet följer Nintendos egenutvecklade ratt Wii Wheel. Ratten är av plast och innehåller ingen elektronik, utan är bara gjord för att sätta fast handkontrollen i för en mer realistisk känsla.

### Nunchuk
Spelet går även att spela med en Nunchuk inkopplad i spelkontrollen. Spelaren styr då sitt fordon med styrspaken på sin Nunchuck.

### Classic Controller och GameCube-kontroll
Mario Kart Wii går också att spela med Wii Classic Controller, eller genom att koppla in en eller flera GameCube-kontroller till Wii-basenheten.

## Spelformer
- Grand Prix - Mästerskap bestående av fyra banor, vilka spelas mot datorn.
- Time Trials - Tävling på tid utan motståndare.
- VS Race - Spelaren kan valfritt välja banor. Tävlingarna sker antingen mot datorn eller andra spelare.
- Battles - Finns i två varianter, båda spelas i lag: Balloon Battle: Spelarna ska förstöra motståndarnas ballonger genom att kasta föremål på dem, samt att inte förlora sina egna ballonger. Coin Runners: Går ut på att samla så många mynt som möjligt.

## Nya funktioner
- Förutom Go-kartar och bilar kan även motorcyklar och mopeder köras.
- Spelaren kan använda sin Mii i spelet. Detta är en funktion som måste låsas upp genom att vinna olika turneringar.
- Liksom tidigare Mario Kart-spel finns det fyra olika turneringar med banor, men liksom Mario Kart DS innehåller Mario Kart Wii även fyra turneringar med klassiska banor från Super Mario Kart, Mario Kart 64, Mario Kart Super Circuit, Mario Kart: Double Dash!! och Mario Kart DS.
- Mario Kart Wii innehåller också ett online-läge där spelaren möter andra spelare i samma världsdel eller över hela världen.

## Karaktärer
- Baby Mario
- Baby Peach
- Toad
- Koopa Troopa
- Mario
- Luigi
- Yoshi
- Peach
- Wario
- Waluigi
- Donkey Kong
- Bowser

### Upplåsbara
- King Boo
- Diddy Kong
- Baby Daisy
- Dry Bones
- Bowser Jr.
- Daisy
- Dry Bowser
- Funky Kong
- Baby Luigi
- Birdo
- Toadette
- Rosalina
- Wii mii (blå tröja)
- Wii mii (röd tröja)